# Puntius titteya
El barbo cereza (Puntius titteya), es un pez tropical que pertenece al género de barbos punteados de la familia Cyprinidae. Es nativo de Sri Lanka, y fueron introducidos en México y Colombia. Fue descrito por primera vez por Paul Deraniyagala en 1929. También se ha denominado Barbus titteya y Capoeta titteya, que han quedado como sinónimos.
La especie es de importancia comercial en el comercio de acuarios, y están en peligro de ser sobrecazadas para esta industria. En 2011 esta especie aparecía como «de preocupación menor» en la Lista Roja de Especies Amenazadas de la UICN.

## Hábitat natural
Provienen de ríos con abundante vegetación en Asia. Ríos Kelani y Nilwala y Sri Lanka. 

## Morfología
Cuerpo en forma fusiforme, comprimido lateralmente, con un ligero 
engrosamiento hacia la mitad típico en todos los miembros de esta familia, otras 
características son la ausencia de dientes en la boca pero la presencia de 
dientes raspadores en los huesos faríngeos. 

## Color
La coloración general es anaranjada con presencia de tres bandas negras que 
recorren el cuerpo desde la cabeza al nacimiento de la aleta caudal, dos 
laterales y la tercera dorsal. En los machos la tonalidad del cuerpo es rojiza. 

## Alimentación
Son omnívoros aunque no desdeñan el alimento vegetal, por lo que deberá 
añadirse algo de espirulina a la dieta típica; escamas, gránulos, alimento 
congelado y vivo. 

## Comportamiento
Al contrario que otros miembros de su familia no son en absoluto problemáticos 
con respecto a los demás habitantes del acuario comunitario, pero los machos 
tienen tendencia a mostrarse agresivos entre sí. No son peces de cardumen pero deben estar en grupos de por lo menos 5 individuos.

## Acuario apropiado
El acuario deberá de estar abundantemente plantado, ya que en libertad viven en 
ríos con abundante vegetación. Sin ser peces propiamente de cardumen debe de 
mantenérseles en grupos. Lo mínimo sería un acuario de 40 litros para 4 o 5 
individuos. 
Parámetros del agua;
- pH: 6.0 a 7.6
- gH: 5 a 15
- Temp: 22 a 28 °C
- NO2: 0 mg/l
- NO3: <20 mg/l

## Reproducción
Para reproducirlos en acuarios se debe de prepararse un acuario de unos 40 litros 
abundantemente plantado donde se colocara una pareja, la hembra deposita unos 
200 huevos repartidos principalmente entre las hojas de las plantas, después de 
lo cual hay que retirar a los padres. Los huevos eclosionan pasadas entre 24 y 
48 horas, 48 horas después de la eclosión los alevines ya nadan con libertad, 
pudiendo alimentarlos con nauptilus de artemia.

## Expectativa de vida y tamaño máximo
Alcanzan un tamaño máximo de 5 cm. Su promedio de vida es de 4 años pero en óptimas condiciones pueden llegar a 5-7 años.

## Hábitos y datos característicos
- Ausencia de dientes en la boca pero la presencia de dientes raspadores en los huesos faríngeos.
- No son de cardumen pero viven en grupos de 5 o más.
- El macho es de color rojo más intenso.
- Tiene pequeñas barbas visibles a su edad adulta.